# Scottish Division One 1911/12
Die Scottish Football League Division One wurde 1911/12 zum 19. Mal ausgetragen. Es war zudem die 22. Austragung der höchsten Fußball-Spielklasse innerhalb der Scottish Football League, in welcher der Schottische Meister ermittelt wurde. Sie begann am 15. August 1911 und endete am 27. April 1912. In der Saison 1911/12 traten 18 Vereine in insgesamt 34 Spieltagen gegeneinander an. Jedes Team spielte jeweils einmal zu Hause und auswärts gegen jedes andere Team. Es galt die 2-Punkte-Regel. Bei Punktgleichheit waren die Vereine (mit derselben Punktausbeute) gleich platziert.
Die Glasgow Rangers gewannen zum insgesamt siebten Mal in der Vereinsgeschichte die Meisterschaft. In dieser Saison stieg keine Mannschaft ab, nachdem alle erstklassigen Klubs wiedergewählt worden waren. Torschützenkönig wurde mit 33 Treffern Willie Reid von Glasgow Rangers.

## Statistik

### Abschlusstabelle
| Pl. | Verein              | Sp. | S  | U  | N  | Tore    | Diff. | Punkte |
| --- | ------------------- | --- | -- | -- | -- | ------- | ----- | ------ |
| 1.  | Glasgow Rangers (M) | 34  | 24 | 3  | 7  | 086:340 | +52   | 51:17  |
| 2.  | Celtic Glasgow (P)  | 34  | 17 | 11 | 6  | 058:330 | +25   | 45:23  |
| 3.  | FC Clyde            | 34  | 19 | 4  | 11 | 056:320 | +24   | 42:26  |
| 4.  | Heart of Midlothian | 34  | 16 | 8  | 10 | 054:400 | +14   | 40:28  |
| 4.  | Partick Thistle     | 34  | 16 | 8  | 10 | 047:400 | +7    | 40:28  |
| 6.  | Morton              | 34  | 14 | 9  | 11 | 044:440 | ±0    | 37:31  |
| 7.  | FC Falkirk          | 34  | 15 | 6  | 13 | 046:330 | +13   | 36:32  |
| 8.  | FC Dundee           | 34  | 13 | 9  | 12 | 052:410 | +11   | 35:33  |
| 8.  | FC Aberdeen         | 34  | 14 | 7  | 13 | 044:440 | ±0    | 35:33  |
| 10. | Airdrieonians FC    | 34  | 12 | 8  | 14 | 040:410 | −1    | 32:36  |
| 11. | Third Lanark        | 34  | 12 | 7  | 15 | 040:570 | −17   | 31:37  |
| 12. | Hamilton Academical | 34  | 11 | 8  | 15 | 032:440 | −12   | 30:38  |
| 13. | Hibernian Edinburgh | 34  | 12 | 5  | 17 | 044:470 | −3    | 29:39  |
| 14. | FC Motherwell       | 34  | 11 | 5  | 18 | 034:440 | −10   | 27:41  |
| 14. | Raith Rovers        | 34  | 9  | 9  | 16 | 039:590 | −20   | 27:41  |
| 16. | FC Kilmarnock       | 34  | 11 | 4  | 19 | 038:600 | −22   | 26:42  |
| 17. | FC Queen’s Park     | 34  | 8  | 9  | 17 | 029:530 | −24   | 25:43  |
| 18. | FC St. Mirren       | 34  | 7  | 10 | 17 | 032:590 | −27   | 24:44  |

| Saison 1911/12 |

| Zum Saisonende 1910/11 |                           |
| (M)                    | Meister des Vorjahres     |
| (P)                    | Pokalsieger des Vorjahres |

## Wahlprozedere
Die Regularien der Scottish Football League sahen vor, dass sich am Saisonende die zwei schlechtesten platzierten Teams zu Wiederwahl stellen mussten. Abgestimmt wurde auf der jährlichen Hauptversammlung der Scottish Football League, bei der zugleich über Neuaufnahmen entschieden wurde. Dieses Wahlsystem bestimmte bis 1922 den Auf- und Abstieg zwischen der Division One und Division Two.
| Verein          | # Stimmen | Ergebnis      | Division     |
| --------------- | --------- | ------------- | ------------ |
| FC Queen’s Park |           | wiedergewählt | Division One |
| FC St. Mirren   |           | wiedergewählt | Division One |